# Friedrich Bender (Geologe)
Friedrich Karl-Heinrich Bender (*  17. September 1924 in Ziegenhain/Hessen; † 27. Mai 2008 in Spangenberg) war ein deutscher Geologe.

## Leben
Im Anschluss an den Besuch der Oberschule in Wetzlar wurde Friedrich Bender 1941 zur Wehrmacht eingezogen. Er wurde an der Ostfront eingesetzt und kämpfte als Soldat in Russland, im Baltikum und in Ostpreußen. Nach seiner Flucht aus sowjetischer Kriegsgefangenschaft nahm er 1945 das Studium der Geologie in Stuttgart und Tübingen auf und wurde 1950 in Heidelberg mit einer Arbeit über den Eisenoolith-Horizont im Lias-α Württembergs promoviert. Die ersten Jahre seiner Berufslaufbahn verbrachte er bei den Buderus Eisenwerken in Wetzlar und bei der Gewerkschaft Brigitta und Elwerath in Hannover, wo er sich als Erdölgeologe spezialisierte. 1952 ging er in die Türkei und arbeitete dort beim geologischen Dienst des Landes und der staatlichen Erdölgesellschaft TPAO. 1956 übernahm er im Dienste der Petrobras die Leitung der geologischen Kartierung und der Erdölexploration in Sergipe und Tucano (Bahia) in Nordostbrasilien.
1958 trat er in das Amt für Bodenforschung (AfB) in Hannover ein und wurde nach dessen Auflösung Mitarbeiter der neugegründeten Bundesanstalt für Bodenforschung (BfB), der heutigen Bundesanstalt für Geowissenschaften und Rohstoffe (BGR). In deren Auftrag wurde er 1961 mit der Leitung der Deutschen Geologischen Mission in Jordanien betraut. Seine Arbeiten zur systematischen geologischen Kartierung des gesamten Landes sowie die Prospektion auf nutzbare mineralische Rohstoffe, Grundwasser und nutzbare Böden mündeten schließlich in der Gründung eines eigenen staatlichen jordanischen geologischen Dienstes. Von 1966 bis 1968 wirkte er als Berater der jordanischen Regierung für die Erdölexploration und den weiteren Ausbau des staatlichen geologischen Dienstes.
1968 wurde Friedrich Bender zum Direktor und Professor ernannt und leitete in der Bundesanstalt für Bodenforschung die Unterabteilung 2 „Regionale Geologie“. 1973 übernahm er die Dienstaufsicht für den Fachbereich „Erdöl und Erdgas“ bevor er 1975 zum Präsidenten der mittlerweile in Bundesanstalt für Geowissenschaften und Rohstoffe (BGR) umbenannten Behörde ernannt wurde. In dieser Funktion wirkte er bis zu seiner Pensionierung im Jahr 1985. Unter seiner Leitung wurde die rohstoffwirtschaftliche Zusammenarbeit der BGR mit wichtigen Partnerländern stark intensiviert. Im gleichen Zeitraum 1975 bis 1985 stand er auch an der Spitze des Niedersächsischen Landesamtes für Bodenforschung.
Seine herausragende Stellung in der angewandten Geologie Deutschlands trugen Friedrich Bender zahlreiche Ernennungen und Ehrungen ein, wie beispielsweise das Bundesverdienstkreuze am Bande 1972 oder das Bundesverdienstkreuz 1. Klasse 1984. Aufgrund seiner Leistungen für das Königreich Jordanien wurde ihm 1966 von König Hussein, mit dem ihn eine enge persönliche Freundschaft verband, das „Groß-Offizierskreuz des Ordens der Unabhängigkeit“ verliehen.